# Johann Jakob Spieler
Johann Jakob Spieler (auch: Spiller; * 26. Juli 1741 in Haus bei Scheidegg; † 26. Oktober 1793 in Laufenburg) war ein Kirchenmaler.

## Leben

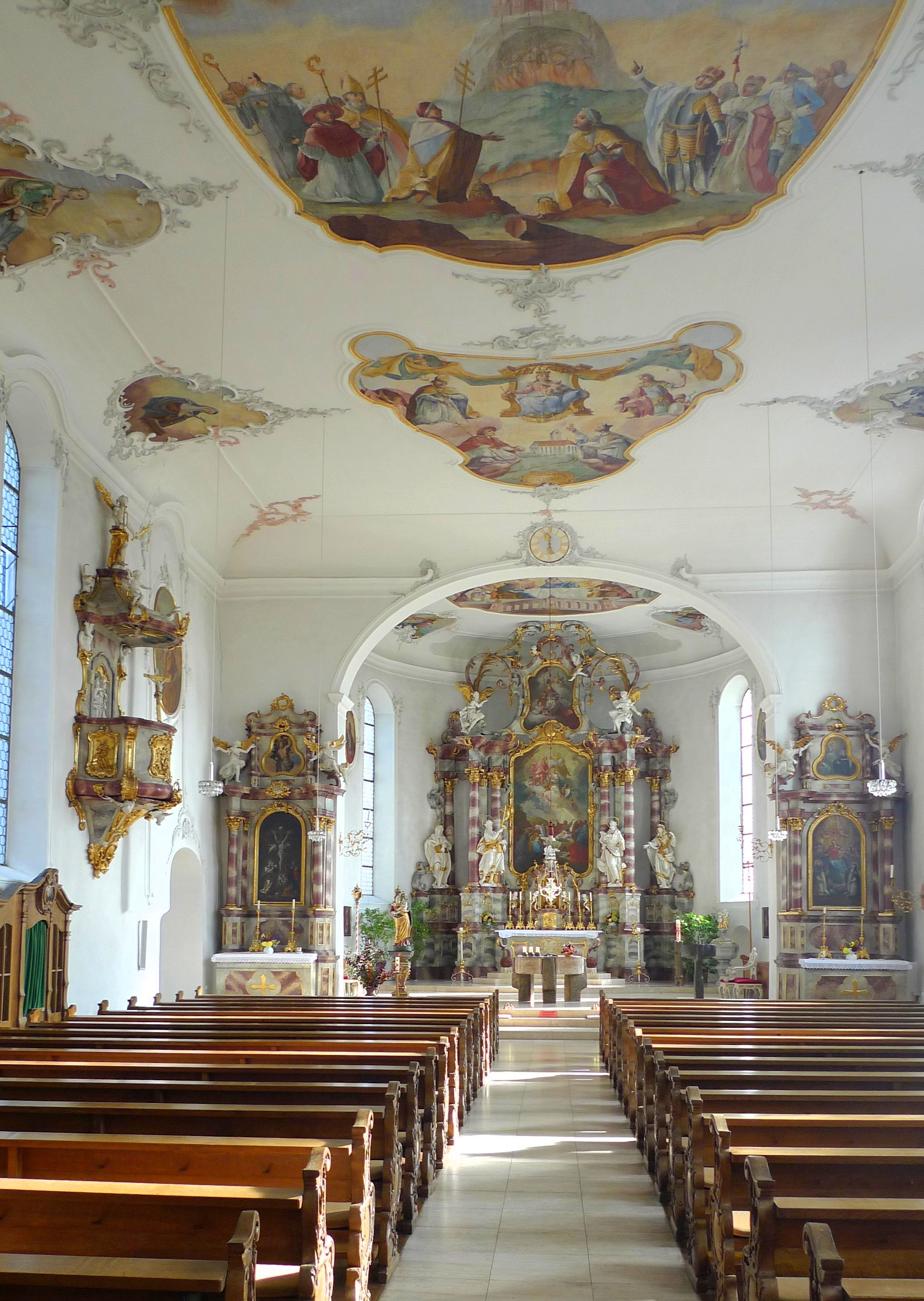
St. Martin, Eglofs

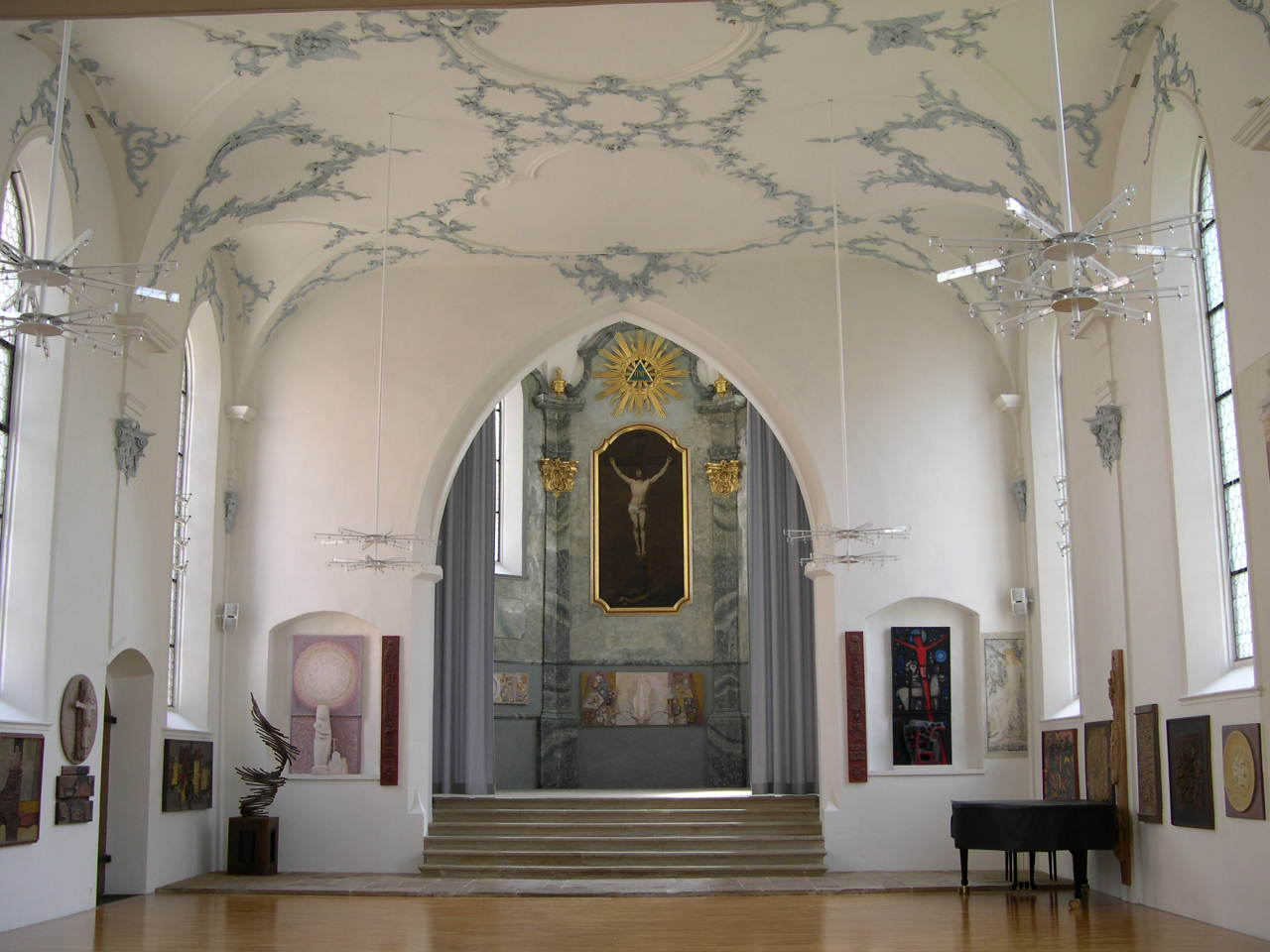
St. Marien, Bad Zurzach

Johann Jakob Spieler wurde als ein von sieben Kindern von Liesel Albinger aus Lingenau und Georg Jörg Spieler in der damals zu Lindenberg gehörenden Ortschaft Haus geboren. Als Jugendlicher interessierte er sich schon für die Deckenmalerei und hatte die Decke im Hauseingang seines Elternhauses mit Engeln verziert. 1765 wurde er vom Lindenberger Barockbaumeister Johann Georg Specht damit beauftragt, das Chorfresko der Aureliuskirche in Lindenberg zu erstellen. Im Jahr 1766 erstellte er, wieder im Auftrag Spechts, die Fresken der Pfarrkirche St. Martin in Eglofs und im Jahr 1767 von der Pfarrkirche St. Johannes Baptist in Thalkirchdorf.
Während seiner Wanderjahre lernte Johann Jakob Spieler seine erste Frau Euphrosina Leute kennen und heiratete sie am 21. April 1768 in Lindenberg. Mit ihr hatte er fünf Kinder. Nach mehreren Wanderjahren wurde die Familie 1778 in Au bis 1781 sesshaft. Am 15. Oktober 1781 heiratete Johann Jakob Spieler seine zweite Frau, die Apothekertochter Maria Theresia Hartmann in Laufenburg. Mit ihr hatte er acht Kinder, die alle in Laufenburg zur Welt kamen.
Johann Jakob Spieler starb am 26. Oktober 1793 im Alter von 51 Jahren in Laufenburg.

## Werke (Auswahl)
- 1765: Chorfresko der Aureliuskirche in Lindenberg (1795 übermalt)
- 1765: 15 Kreuzwegstationen in der Aureliuskirche in Lindenberg
- 1766: Fresken der Pfarrkirche St. Martin in Eglofs
- 1767: Fresken der Pfarrkirche St. Johannes Baptist in Thalkirchdorf
- 1776: Ölporträts von Xaver Fendrich (1751–1842) und Apollonia Bleule (1743–1804) in Laufenburg
- 1778: Deckenfresken, Medaillons, Apostelgemälde und Kreuzwegbilder der Kirche St. Leonhard in Au im Bregenzerwald
- 1786: Altarbild „Christus am Kreuz“ am Hochaltar in der Pfarrkirche St. Marien von Bad Zurzach